# Elizabeth, New Jersey
Elizabeth är en stad i Union County, New Jersey, USA, med en yta av 35,4 km² och 120 568 invånare (2000). Elizabeth är administrativ huvudort (county seat) i Union County.
Staden utgör ett transportnav med New Yorks och New Jerseys gemensamma hamn som dominerar kusten. Containerhamnen i Elizabeth är en av de största i världen. Den stora internationella flygplatsen Newark Liberty International Airport ligger också delvis inom stadens gränser. Staden korsas av ett stort antal större trafikleder inklusive New Jersey Turnpike och Interstate 95. 
Elizabeth har även ett av Nordamerikas äldsta Ikea-varuhus. 